# Mieszko II de Vette
Mieszko II van Oppeln (circa 1220 - 22 oktober 1246) was de oudste zoon van Casimir I van Opole en Viola van Bulgarije. Bij de dood van zijn vader in 1230 komen hij en zijn familie onder de bescherming van Hendrik I van Polen. Zijn moeder oefent het regentschap uit en blijft de politiek van nauwe samenwerking met de kerk verderzetten. In 1233 worden zij door paus Gregorius IX onder bescherming geplaatst van de aartsbisschop van Gnesen en van de bisschoppen van Breslau en Olomouc. In 1234 neemt Hendrik I van Polen bezit van Opole en geeft de familie van Casimir I van Opole de streek van Kalisz en Wieluń in ruil, zonder de zonen van Casimir evenwel het recht te ontzeggen om te regeren over het hertogdom van hun vader. Na de dood van Hendrik in 1238 neemt zijn zoon Hendrik de Vrome het hertogdom Opole en Ratibor eveneens onder zijn bescherming, maar dient spoedig de rechten van Mieszko II de Vette te erkennen.
In 1239 neemt Miesko II de Vette de opvolging van zijn vader op. Een van zijn eerste daden is zijn huwelijk met Judith, de dochter van Koenraad van Mazovië. Hierdoor wordt hij minder afhankelijk van Hendrik II de Vrome. Zijn broer Władysław en zijn moeder blijven ondertussen verder regeren in Kalisz, onder de bescherming van de bisschop van Breslau.
Begin 1241 wordt zijn bewind bruusk verstoord door de invasie van de Mongolen. In tegenstelling tot de hertog van Sandomierz, Boleslas V de Kuise, verlaat Mieszko zijn hertogdom niet. In het begin is het lot met hem. In maart 1241 valt hij met succes de Mongoolse troepen aan die de Oder wilden oversteken, waardoor Hendrik de Vrome de kans krijgt de veldslag tegen de Mongolen voor te bereiden. De daaropvolgende slag bij Legnica liep echter af op een nederlaag voor Hendrik II. Een der oorzaken was de vlucht van Mieszko met zijn troepen op een beslissend moment van de veldslag.
In 1241 kwam Mieszko opnieuw in zijn hertogdom om weder op te bouwen wat verwoest was door de Mongolen. In 1241 werd zijn jongere broer Władysław meerderjarig, maar die eiste zijn deel van het hertogdom niet op en stelde zich tevreden met Kalisz. De toestand veranderde met de dood van Hendrik II van Polen toen diens opvolger, Koenraad, het Poolse Kalisz wél opeiste.
In 1243 steunt Mieszko II zijn schoonvader Koenraad van Mazovië in diens strijd om de troon van Mazovië te behouden. Zij worden echter verslagen door Boleslaw de Kuise.
Mieszko poogde tijdens zijn bewind de politiek van economische ontwikkeling van zijn vader voort te zetten, maar slaagde daar niet in. Mieszko II de Vette had een zwakke gezondheid en overleed in 1246, zonder nageslacht. Zijn broer Władysław volgde hem op.